# Body Talk (album de George Benson)
Pour les articles homonymes, voir Body Talk.
Albums de George Benson
White Rabbit
(1972) Bad Benson
(1974)
Body Talk est le onzième album studio du guitariste et chanteur de jazz américain George Benson, sorti le 23 août 1973 chez CTI Records.
L'album est enregistré au studio Van Gelder à Englewood Cliffs le 17 juillet (titres 4 à 6) et le 18 juillet (titres 1 à 3) 1973. Il est produit par Creed Taylor.

## Liste des titres
Toutes les chansons sont écrites et composées par George Benson, sauf indication contraire.
| 1. | Dance               | - Benson - Pee Wee Ellis          | 8:22 |
| 2. | When Love Has Grown | - Donny Hathaway - Gene McDaniels | 5:03 |
| 3. | Plum                |                                   | 5:11 |

| Face B | Face B           | Face B | Face B | Face B | Face B | Face B | Face B | Face B | Face B |
| No     | Titre            | Durée  |        |        |        |        |        |        |        |
| ------ | ---------------- | ------ | ------ | ------ | ------ | ------ | ------ | ------ | ------ |
| 4.     | Body Talk        | 8:21   |        |        |        |        |        |        |        |
| 5.     | Top of the World | 9:11   |        |        |        |        |        |        |        |
| 36:08  |                  |        |        |        |        |        |        |        |        |

| Réédition CD (1989) | Réédition CD (1989)                      | Réédition CD (1989) | Réédition CD (1989) | Réédition CD (1989) | Réédition CD (1989) | Réédition CD (1989) | Réédition CD (1989) | Réédition CD (1989) | Réédition CD (1989) |
| No                  | Titre                                    | Durée               |                     |                     |                     |                     |                     |                     |                     |
| ------------------- | ---------------------------------------- | ------------------- | ------------------- | ------------------- | ------------------- | ------------------- | ------------------- | ------------------- | ------------------- |
| 6.                  | Body Talk (Alternate Take - titre bonus) | 9:21                |                     |                     |                     |                     |                     |                     |                     |
| 45:29               |                                          |                     |                     |                     |                     |                     |                     |                     |                     |

## Crédits
- George Benson – guitare
- Earl Klugh – guitare rythmique
- Harold Mabern – piano électrique
- Ron Carter – basse acoustique
- Gary King (en) – basse électrique
- Jack DeJohnette – batterie
- Mobutu – percussion, congas
- Frank Foster – saxophone ténor
- Gerald Chamberlain – trombone
- Dick Griffin (en) – trombone
- Jon Faddis – trompette, bugle
- John Gatchell (en) – trompette, bugle
- Waymon Reed (en) – trompette, bugle
- Pee Wee Ellis – arrangements et chef d'orchestre

Production
- Creed Taylor – producteur
- Rudy Van Gelder – ingénieur du son
- Bob Ciano – conception de l'album
- Pete Turner – photographie de la pochette
- Steve Salmieri – photographie

## Classements
| Classement (1973)            | Meilleure position |
| ---------------------------- | ------------------ |
| États-Unis (Top Jazz Albums) | 10                 |